# 鈴音りん
鈴音 りん（すずね りん）は、AV女優の名跡。当代は2代目。本頁では2代目を主に扱う。鈴音りん (曖昧さ回避)も参照。
鈴音 りん（すずね りん、2001年〈平成13年〉5月30日 - ）は、日本の元AV女優。当代は2代目にあたるが、初代との面識はない。HANAYA PROJECT所属。

## 略歴
淡路島生まれ、淡路島育ち。男兄弟の中で育ち、兄の影響で小学校から野球を始める。中学、高校とソフトボールに打ち込み、全盛期は4番キャッチャー。朝から晩まで部活に明け暮れていた。大学進学で上京。進学後は趣味で草野球を続けつつ、硬式野球部のマネージャーとして活動。
勉強していた中国語が生かせる仕事を探していて蒼井そらの活躍を知ったこと、有名になりたかったこと、セックスが好きなことで2022年2月にAVデビュー。デビュー作は3名の監督（star編：星シュート 、東京編：梁井一、淡路編：タナカ・ベーコン）がオムニバスで共作する異例のデビュー作となった。
FANZAレンタルフロアにて『速報、原石発見！眩しすぎる透明感！愛嬌バツグン！淡路島で見つけた天然“素ケベ” 鈴音りん AV DEBUT』が2022年3月16日週ウィークリーランキング1位となる。同年10月2日、SOD star卒業を発表。
2022年12月26日週FANZA通販フロアランキングにて、デビュー作収録の『SODstar15周年記念！厳選した人気スター女優18名 デビューSEX集めました!』が1位を記録。
2022年末をもって企画単体転向を発表。2023年2月には、3月4日・SODLAND、3月11日・女子社員酒場で行われる「鈴音りん業界卒業イベント」をもって女優業引退を発表。撮影済の作品は順次発売される。

## 人物
幼い頃からおてんばで、小学生の頃は男の子たちと一緒に走り回り、木に登ったりしていた。親戚に中国籍の人物がおり、小さなころから教えてもらっていたことで中国語は日常会話程度（旅行でコミュニケーションに困らないレベル）にできる。大学でも語学選択で中国語を選んでいる。
初体験は17歳。趣味は食べること、筋トレ。AVデビューは「やるなら今しかないと思った」。また、地元淡路では男子に交じりエロトークをしていたものの、上京後「人前でエッチな話はしないほうがいい」と窘められたこともデビューのきっかけの一つだった。三大欲求の一つであるHを追求するのはけして恥ずかしくないと述べている。ただしセックスより食べることが好きとのこと。

## 作品

### アダルトビデオ
2022年
- 速報、原石発見!眩しすぎる透明感!愛嬌バツグン!淡路島で見つけた天然”素ケベ” 鈴音りん AV DEBUT（2月10日、SODクリエイト）[10]
- 嘘イキなんてありえない、全てガチ!本気の絶頂55回イキ!4本番 鈴音りん（3月10日、SODクリエイト）[11]
- 「精子10発ごっくんしたいです!」 可愛い顔してドエロいフェラ。初めてのごくごく生精飲。 鈴音りん（4月7日、SODクリエイト）
- 朝がくるまで愛くるしい君に犯されたい 無邪気に男を弄ぶ痴女りんと最高の絶頂を迎える熱い夜 in TOKYO 鈴音りん（5月12日、SODクリエイト）
- 明るく健康的なスポーツ女子×屈強な強欲男 激ピストンでイッてる最中に絶頂中出し 鈴音りん（6月9日、SODクリエイト）
- 「私たち、親子だよね?お願い…普通のお義父さんに戻って!」 変態義父に四六時中狙われて… 体液まみれで犯される町中華屋の看板娘 鈴音りん（7月7日、SODクリエイト）
- パパ活アプリで出会った女の子がまさかの元教え子だった！？すっかりSに成長した痴女っ子に弱味を握られドMに調教された。 鈴音りん（8月11日、SODクリエイト）
- 敏感M男歓喜の過激裏オブと連続射精で脳汁出まくり!中出しOK甘サドチャイナエステ 鈴音りん（9月8日、SODクリエイト）

2023年
- 禁断セフレ0円美少女 鈴音りん（1月27日、First Star）

### イメージビデオ
- Rin 初恋きゃっちぼーる・鈴音りん（2022年6月2日、REbecca）

## 出演

### ラジオ
- 紗倉まなとニューヨークのマジックミラーナイト（2022年1月16日、1月23日、5月8日、文化放送）